# Ara (dagblad)
Ara is een Catalaans dagblad, in 2010 door de uitgeverij Edició de Premsa Periòdica Ara in Barcelona opgericht. Het Catalaanse woord ara betekent 'nu, heden'.
Voor het internationale nieuws heeft een samenwerkingsakkoord met de International Herald Tribune en met The New York Times. Het dagblad had in het begin een catalanistische redactionele lijn en ondersteunt de onfhankelijkheidsbeweging, zij het de laatste tijd iets minder radicaal. Het kan rekenen op de medewerking van prominente auteurs, zoals Patrícia Gabancho.
In tegenstelling tot de oudere dagbladen, is Ara van in het begin een multimediaproject geweest met een internetversie en audiovisuele kanalen. De elektronische versie biedt meer ruimte voor regionaal nieuws met uitgaven zoals aragirona.cat (Girona), araponent.cat (west Catalonië), aravalles.cat (Vallès) enz. In de lokale versies is er meer ruimte voor bijdragen van niet professionele journalisten en gelegenheidscorrespondenten, terwijl de gedrukte versie selectiever is. Ara Films is een internetportaal dat zich toelegt op het verspreiden van oorspronkelijk Catalaanse of nagesynchroniseerde films.
De nieuwe titel verscheen voor het eerst op 28 november 2010 aan de vooravond van Catalaanse parlementsverkiezingen van 2010. De eerste aandeelhouders van de uitgeverij waren onder meer de coöperatieve Grup 03, Ferran Rodés van Havas Media Planning group, Artur Carulla, de zoon van Lluís Carulla i Canals en voorzitter van de holding Agrolimen en de journalist Antoni Bassas i Onieva. Op 29 juni 2012 hebben de voorzitter Oriol Soler en de Grup 03 de uitgeverij verlaten in onduidelijke omstandigheden. De uitgeverij is sedertdien in handen van Catalaanse ondernemers Ferran Rodés (ISP-Havas, Victor Font (Delta Partners) en Daniel Martínez (Focus) die de oorspronkelijke initiatiefnemers buiten spel gezet hebben.